# Cleora paepalima
Cleora paepalima là một loài bướm đêm trong họ Geometridae.